# アウスゲイル・アウスゲイルソン
アウスゲイル・アウスゲイルソン（アイスランド語: Ásgeir Ásgeirsson、1894年5月13日 - 1972年9月15日）は、アイスランドの政治家、第2代大統領。
アイスランド大学で神学を専攻。優秀な成績を修め、1915年に同大学を卒業する。1923年に行われた総選挙で、進歩党から立候補し当選する。その後、1931年に金融大臣、翌1932年には首相に就任した。1934年に進歩党を離党、1952年に社会民主党から大統領選に立候補し、当選した。
1955年、ドイツ連邦共和国功労勲章を受勲した。